# Proždrljivost
Proždrljivost (лат. gula, od latinskog glagola gluttire koji označava „progutati”) je izraz kojim se opisuje neumereno uživanje u jelu, kao i piću ili materijalnim predmetima.
U hrišćanstvu se proždrljivost smatra grehom, jer zbog nje hrana može da prestaje da bude dostupna onima kojima je neophodna. Neke denominacije proždrljivost smeštaju među sedam smrtnih grehova, i opisuju je kao neopravdanu potrebu za hranom i pićem.